# انتگرال چندگانه

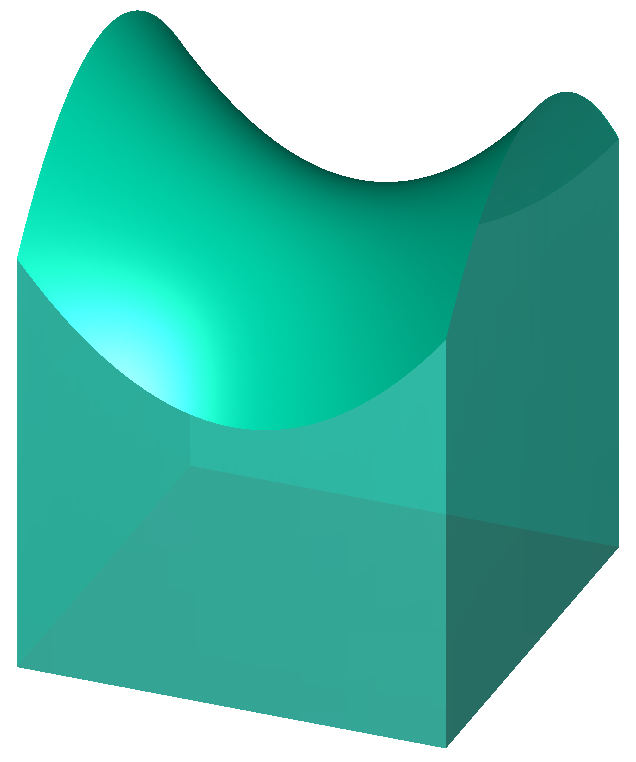
انتگرال دوگانه برای بدست آوردن حجم محصور در زیر توابعی به کار می‌رود که دو متغیر دارند.

انتگرال چندگانه (به انگلیسی: Multiple Integral) گونه‌ای از انتگرال‌های معین است که در تابع‌هایی که بیش از یک متغیر حقیقی دارند، مانند ƒ(x, y) یا ƒ(x, y, z) به کار می‌رود. انتگرال تابعی با دو متغیر بر روی ناحیه‌ای از ℝ۲ انتگرال دوگانه (Double Integral) نام دارد.

## روش نمایش
توابع با بیش از یک متغیر را با {\displaystyle \;f(x_{1},x_{2},\ldots ,x_{n})} یا {\displaystyle \;f(x,y,z,t)} نمایش می‌دهند.
و روش نمایش انتگرال چندگانه به صورت زیر است:
{\displaystyle \iint \ldots \int _{\mathbf {D} }\;f(x_{1},x_{2},\ldots ,x_{n})\;\mathbf {d} x_{1}\mathbf {d} x_{2}\!\ldots \mathbf {d} x_{n}}

## انتگرال‌های چندگانه
انتگرال دوگانه: معرف حجم زیر تابع است که دو متغیر دارد. مثلاً:
{\displaystyle \iint f(x,y)\ dx\,dy}
انتگرال سه گانه: معرف پارالل زیر نمودار (می‌توان آن را نوعی ضرب حجم در زمان گرفت) است مثلاً\
{\displaystyle \iiint _{\mathrm {parallelepiped} }f(x,y,z)\,dx\,dy\,dz}

## تعریف ریاضی
در نظر بگیرید که برای n> 1 بازهٔ «نیمه باز» و n بُعدی T به صورت زیر تعریف شده است:
{\displaystyle T=\left[a_{1},b_{1}\right)\times \left[a_{2},b_{2}\right)\times \cdots \times \left[a_{n},b_{n}\right)\subseteq \mathbb {R} ^{n}.}
هر بازهٔ [aj, bj) را به.

## تبدیل انتگرال چندگانه به انتگرال خطی
برای انواع مختلف تابع این روش متفاوت می‌باشد ولی راحترینش برای توابع مستطیلی (توابعی سه بعدی که x و y آنها به هم ارتباط نداشته باشد) است که به راحتی اول از این تابع یک انتگرال خطی برحسب یکی از متغیرها گرفته می‌شود و سپس از تابع دوم (که دارای یکی دیگر از متغیرهاست) برحسب متغیر دوم انتگرال خطی گرفته می‌شود.
اما برای توابعی که مستطیلی نیستند از نظریه‌های متفاوتی استفاده می‌شود منجمله: قضیه دیورژانس٬قضیه گرین و...
روش انتگرال گیری